# Tisztességtelen kereskedelmi gyakorlat
A tisztességtelen kereskedelmi gyakorlat jogsértő cselekmények egy típusa, amelyeket a törvény tilt.

## Fogalma
- A kereskedelmi gyakorlat a vállalkozásnak, illetve a vállalkozás érdekében vagy javára eljáró személynek az áru fogyasztók részére történő értékesítésével, szolgáltatásával vagy eladásösztönzésével közvetlen kapcsolatban álló magatartása, tevékenysége, mulasztása, reklámja, marketingtevékenysége vagy egyéb kereskedelmi kommunikációja.[1]
- A tisztességtelen kereskedelmi gyakorlat tilos.[2]

## Szabályozás az Európai Unióban
A tisztességtelen kereskedelmi gyakorlat, mint például a megtévesztő reklám és az agresszív értékesítési módszerek (pl. zaklatás, kényszerítés és nem megengedett befolyásolás) alkalmazása tilos az Európai Unió összes tagállamában.
A fogyasztók bizalmatlanok a határokon átnyúló vásárlással kapcsolatban, mivel nem biztosak jogaikban, és tartanak az esetlegesen előforduló csalásoktól. Az új uniós szabályok azt hivatottak biztosítani, hogy a fogyasztókat ugyanolyan szabályok védjék az agresszív kereskedelmi gyakorlatok és a tisztességtelen eszközöket használó kereskedők ellen akkor is, ha a sarki vegyesboltban, és akkor is ha az interneten, külföldi eladótól vásárolnak.

## Az eljárás Magyarországon
„A fogyasztókkal szembeni tisztességtelen kereskedelmi gyakorlat esetén fogyasztóvédelmi hatósági hatáskörben az ITM szakmai irányítása alá tartozó kormányhivatalok járnak el. Az MNB az általa felügyelt pénzügyi intézmények jogsértő kereskedelmi gyakorlata esetén intézkedhet. A GVH pedig akkor léphet fel ilyen ügyekben, ha a jogsértő kereskedelmi gyakorlat a gazdasági verseny érdemi befolyásolására alkalmas.”